# (1413) Roucarie
(1413) Roucarie est un astéroïde de la ceinture principale.

## Description
(1413) Roucarie est un astéroïde de la ceinture principale. Il fut découvert le 12 février 1937 à Alger par Louis Boyer. Il présente une orbite caractérisée par un demi-grand axe de 3,02 UA, une excentricité de 0,06 et une inclinaison de 10,2° par rapport à l'écliptique.

## Compléments